# Mike Sweeney
Michael Sweeney (Duncan, Brit Columbia, 1959. december 25. – ) kanadai válogatott labdarúgó. 

## Pályafutása

### Klubcsapatban
Duncanben, Brit Columbiában született. 1980 és 1982 között az Edmonton Drillers játékosa volt nagy pályán és teremben. 1983 és 1984 között a Vancouver Whitecaps csapatában játszott. 1984-től az Egyesült Államokban játszott többnyire teremben. Szerepelt a Golden Bay Earthquakes (1984), a Cleveland Force (1984–87), a Minnesota Strikers (1987–88), a Baltimore Blast (1988–89), a Boston Bolts (1988–90) és a Cleveland Crunch (1989–92) csapatában. 1988-ban kis ideig a Toronto Blizzard játékosa is volt.   

### A válogatottban
1980 és 1993 között 61 alkalommal szerepelt a kanadai válogatottban és 1 gólt szerzett. Részt vett az 1984. évi nyári olimpiai játékokon és tagja volt az 1985-ös CONCACAF-bajnokságon aranyérmet szerző csapatnak. Részt vett az 1986-as világbajnokságon, ahol Franciaország ellen kezdőként, Magyarország ellen csereként lépett pályára és a 85. percben piros kapott kapott. A Szovjetunió elleni csoportmérkőzésen eltiltása miatt nem kapott lehetőséget.

## Sikerei, díjai
Kanada
- CONCACAF-bajnokság győztes (1): 1985